# Ostorfer See
Der Ostorfer See befindet sich in der mecklenburg-vorpommerschen Landeshauptstadt Schwerin in den Stadtteilen Ostorf und Görries. Er ist durch eine Landverbindung, auf der zwei Straßen und eine Bahnstrecke verlaufen, in den Oberen und Unteren Ostorfer See unterteilt. 

## Beschreibung
Beide Seen sind durch einen Graben miteinander verbunden und wurden 1997 polytroph eingestuft. Der Wasserspiegel des Oberen Sees liegt mit 39,8 m ü. NHN 30 cm über dem des Unteren Sees. Teile der Uferbereiche gehören zu den gesetzlich geschützten Biotopen.
Das Siebendörfer Moor an der südwestlichen Stadtgrenze wird seit den 1930er Jahren über den Herrengraben in den Unteren Ostorfer See entwässert. In diesem Zusammenhang wurde damals der Wasserspiegel des Sees um 35 Zentimeter abgesenkt.
Im Unteren Ostorfer See befindet sich die Toteninsel, auch Tannenwerder genannt. Hier wurden im Flachgräberfeld von Schwerin-Ostorf seit dem 19. Jahrhundert Gräber von etwa 70 Individuen aus der Jungsteinzeit entdeckt. In den südlichen Zipfel fließt der vier Meter breite Krebsbach, hier entstand 2022 am Graureiherwald Krebsförden ein 4 km langer Rundweg am Krebsbach inmitten von naturbelassenen Wiesen, Eichenwald, Bruch- und Sumpfwegen.

## Flora und Fauna
Im Bereich des Gewässers kommen 32 Pflanzenarten der Roten Liste Mecklenburg-Vorpommerns, zahlreiche Vogelarten, unter anderem Fischadler, Seeadler, Graureiher und Eisvogel, sowie der Fischotter vor.

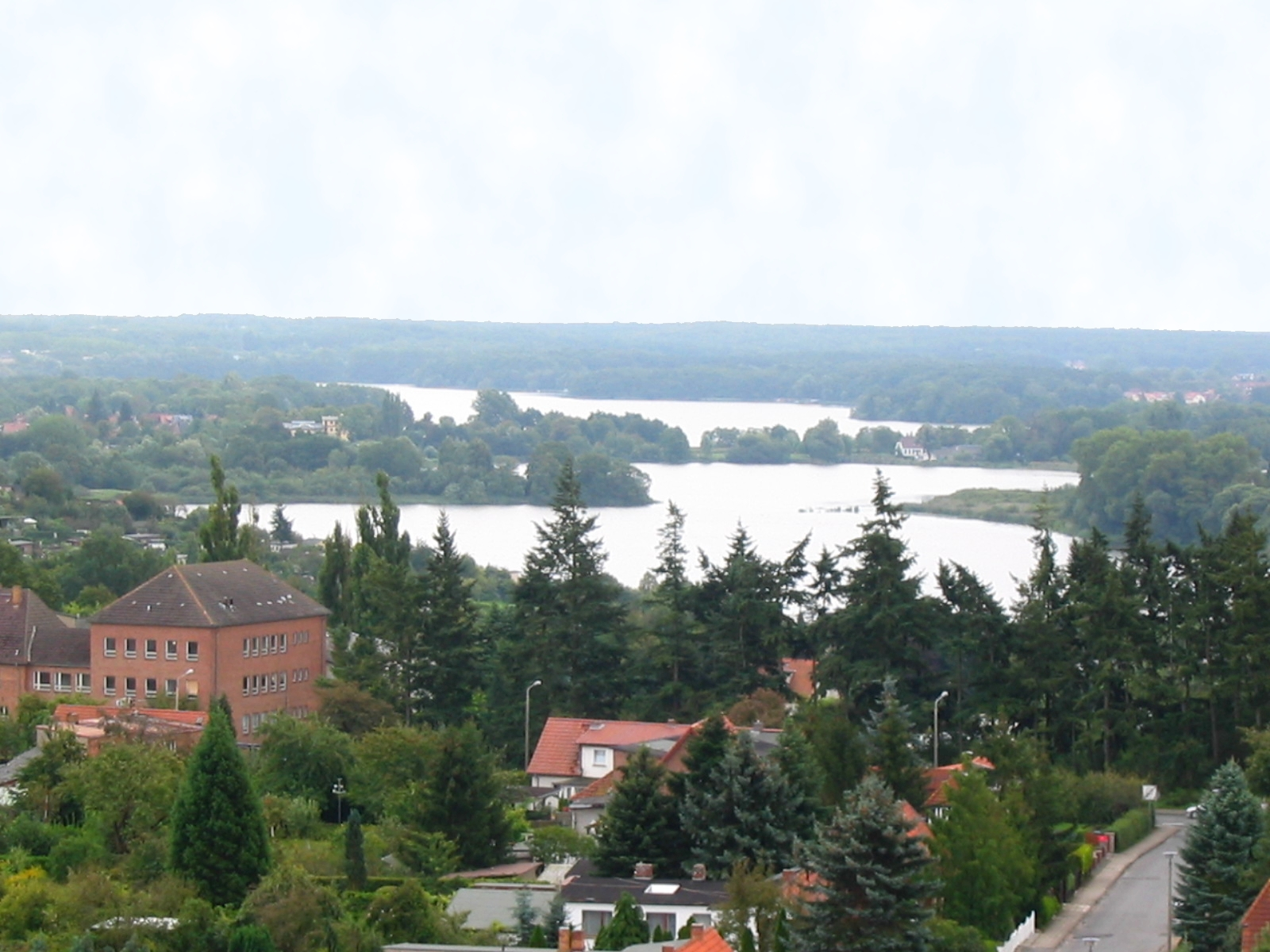
Blick auf den See vom Wasserturm Schwerin-Neumühle
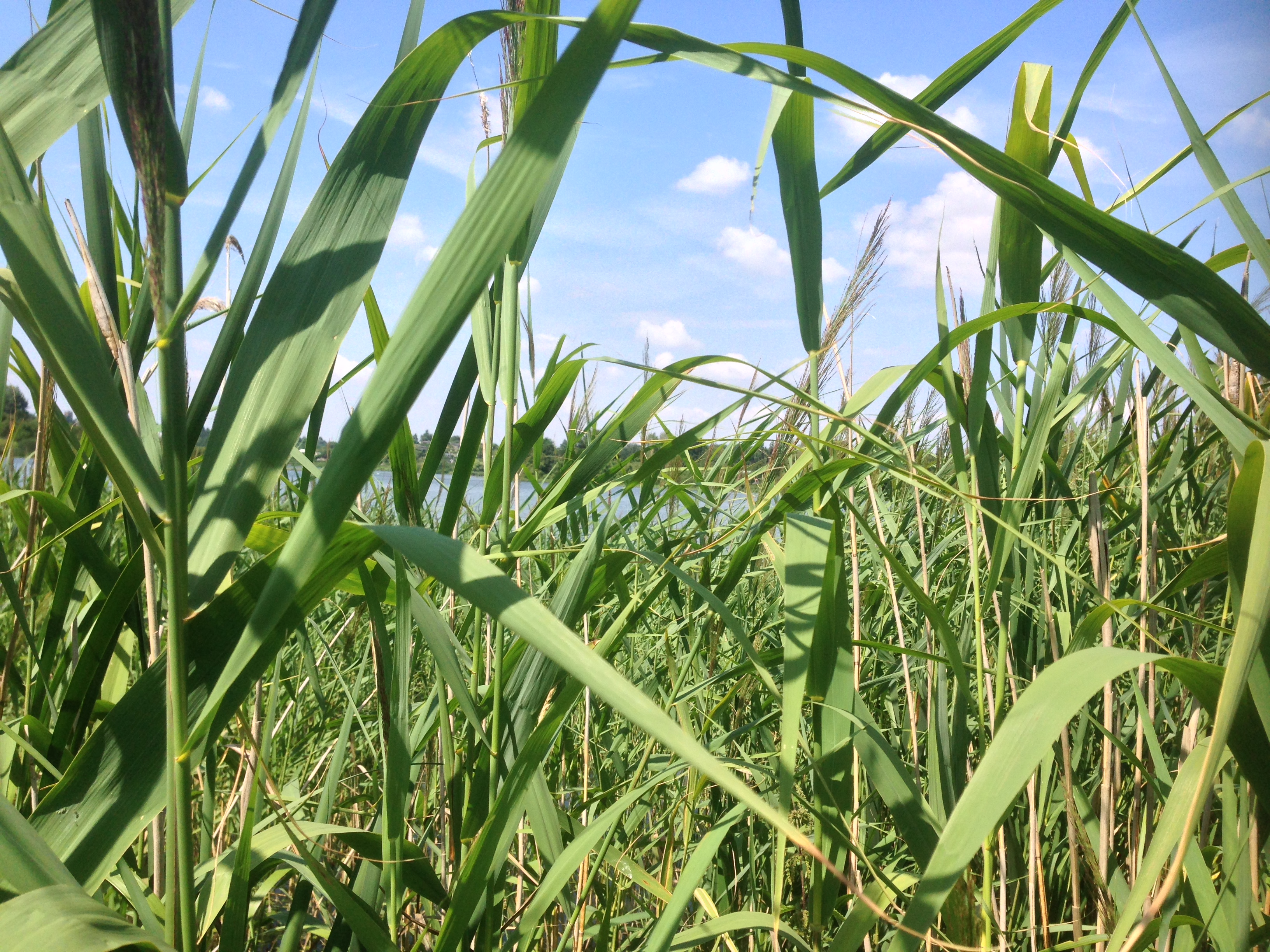
Schilfgürtel am Ostufer
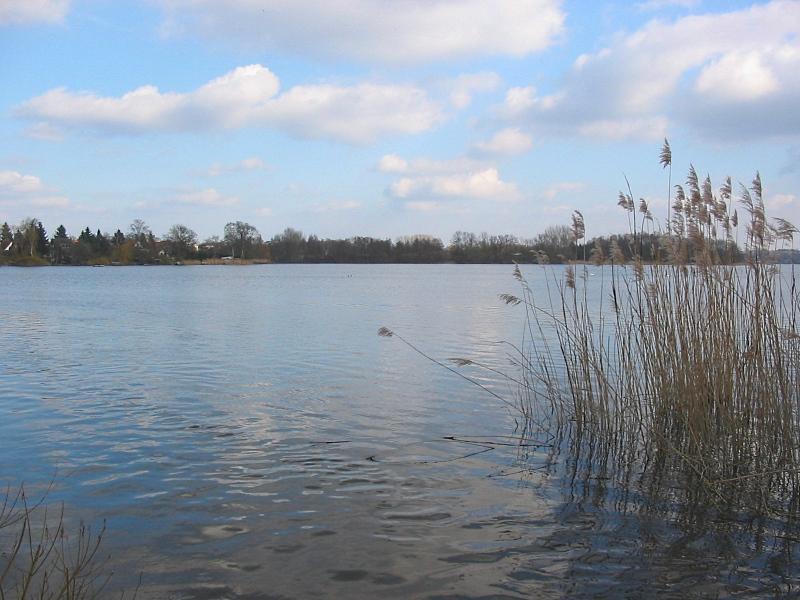
Der See